# Moderats (Dinamarca)
Els Moderats (en danès: Moderaterne) és un partit polític danès fundat per l'ex Primer ministre Lars Løkke Rasmussen. En va anunciar el nom en un discurs fundacional el 5 de juny de 2021. Al mateix temps, va dir que el seu objectiu principal era que el partit seria format després de les eleccions locals de Dinamarca de 2021.
Segons Rasmussen, el partit s'ha d'ubicar en el centre polític, amb l'ambició de crear «progrés i canvi en un espai entre el bloc blau (turmentat per la política dels valors) i el bloc vermell (estancat en la visió passada de l'individualisme i l'Estat)».
El partit va començar la recollida de signatures el juny de 2021. El 15 de setembre de 2021 Rasmussen va anunciar que havien rebut les 20.182 signatures necessàries per a ser elegibles a les pròximes eleccions al Parlament de Dinamarca.

## Resultats electorals

### Parlament
| Any  | Líder                | Vots   | %         | Escons   | +/- | Govern   |
| ---- | -------------------- | ------ | --------- | -------- | --- | -------- |
| 2022 | Lars Løkke Rasmussen | 32,699 | 9.27 (3r) | 16 / 179 | Nou | Coalició |

### Parlament Europeu
| Any  | Líder       | Vots    | %    | Escons | +/- | Grup |
| ---- | ----------- | ------- | ---- | ------ | --- | ---- |
| 2024 | Stine Bosse | 145,698 | 5.95 | 1 / 15 | Nou | RE   |